# 横岭湖
横岭湖是一个位于中国湖南省湘阴县的湖泊，面积约为35平方千米。